# TuS 04 Kaiserslautern-Dansenberg
Der TuS 04 Kaiserslautern-Dansenberg ist ein 1904 gegründeter Sportverein aus Dansenberg, einem Stadtteil von Kaiserslautern. Der ursprüngliche Vereinsname lautete Turn- und Sportgemeinde 04 Dansenberg. Nachdem er 1969 in Turn- und Sportverein 04 Dansenberg geändert wurde, trägt der Verein seit 1991 seinen aktuellen Namen. Der TuS bietet die Sportarten Handball, Karate, Sportschießen, Tischtennis und Turnen an.
Überregional ist der Verein hauptsächlich für seine erfolgreiche Handballabteilung bekannt. Seine Heimspiele trägt der TuS Kaiserslautern-Dansenberg in der Layenberger-Sporthalle aus.

## Handball
Überregional bekannt ist der TuS 04 Kaiserslautern-Dansenberg durch seine Handballabteilung, deren Männer 1960 das Endrundenturnier um die deutsche Meisterschaft im Feldhandball erreichten, wo sie sich in der Vorrunde mit 14:11 gegen den TSV 05 Rot durchsetzten, dann aber in Zwischenrunde dem Vorjahresmeister TuS Lintfort mit 8:22 unterlagen.
Im Hallenhandball verlor der TuS am Ende der Regionalligasaison 1982/83 als Erster der Südstaffel der Regionalliga Südwest die Entscheidungsspiele gegen den Ersten der Nordstaffel, die SG Wallau/Massenheim, um die Meisterschaft. In den anschließenden Ausscheidungsspielen um den Aufstieg in die 2. Handball-Bundesliga gegen den Tabellenzweiten der Südstaffel, den TSV Scharnhausen, setzte sich der TuS mit 27:21 und 17:21 in der Gesamtwertung durch. Am Ende der Saison 1983/84 folgte als Tabellenvorletzter der Staffel Süd der sofortige Wiederabstieg. Zur Saison 1991/92 gelang erneut der Aufstieg in die 2. Liga, aus der sich der Verein am Ende der Saison 1992/93 freiwillig zurückzog.
Zudem nahmen die Dansenberger in den Spielzeiten 1982/83, 1983/84, 1984/85, 1985/86, 1988/89, 1989/90, 1990/91, 1991/92, 1992/93, 1993/94, 1999/2000 und 2006/07 an der Hauptrunde des DHB-Pokals teil.
Nachdem die erste Männermannschaft des TuS 04 Kaiserslautern-Dansenberg in der Saison 2016/17 in der Handball-Oberliga Rheinland-Pfalz/Saar die Meisterschaft gewonnen hatte, stieg Dansenberg in die 3. Liga auf. In der Saison 2017/18 belegte die erste Männermannschaft des TuS 04 Kaiserslautern-Dansenberg den 13. Platz in der 3. Liga Süd und schaffte somit den Klassenerhalt. In der Saison 2018/19 belegte die erste Männermannschaft des TuS Kaiserslautern-Dansenberg den 5. Platz. Zudem stieg in der Saison 2018/19 die zweite Herrenmannschaft in die Handball-Oberliga Rheinland-Pfalz/Saar auf.
Nach der vorzeitigen Beendigung des regulären Spielbetriebs in der Spielzeit 2020/2021 der 3. Liga aufgrund der COVID-19-Pandemie in Deutschland nutzte der Verein die Möglichkeit, sich für die außerordentliche Aufstiegsrunde zur 2. Handball-Bundesliga anzumelden; zum Aufstieg reichte es allerdings nicht.

### Bekannte ehemalige Spieler
- Andrei Lawrow
- Mislav Nenadić
- Christian Piller
- Todor Ruskow
- Mallios Charalampos
- Alexander Schulze
- David Späth